# ユーグ・カペー
ユーグ・カペー（仏: Hugues Capet、940年頃 - 996年10月24日）は、ロベール家の出身でフランスのカペー朝を開いた。フランス王（在位：987年 - 996年）。年幼くして家督を相続した当初はその力量からロベール家領の多くを失ったが、カロリング朝が断絶したことにより王位を継承、彼の子孫はしだいに勢力を回復した。以後ヴァロワ朝からブルボン朝へと男系で血統を繋げ、フランス革命からナポレオンの時代を除いた七月王政まで、800年以上フランスの王権を保った。史家の多くはこのユーグ・カペーの王位継承をもってフランク王国が終わりフランス王国が始まったと解釈している。

## 生涯
ユーグ・カペーは、ユーグ大公と3人目の妃エドヴィジュ・ド・サックス（ドイツ語名：ハトヴィヒ・フォン・ザクセン）との間の長男に生まれた。母エドヴィジュは、東フランク王ハインリヒ1世の娘で神聖ローマ皇帝オットー1世の実妹にあたる。
956年にユーグ大公が没したためロベール家の家長となりフランク公位を継承したが、まだ少年であったため、母方の叔父ケルン大司教ブルーノが後見した。父大公はネウストリアに広大な領地を持っていたが、没後はブロワ伯ティボーやアンジュー伯フルク2世など配下の離反が相次ぎ、ロベール家の所領は現在のイル＝ド＝フランスとオルレアン地方だけにまで縮んだ。カペーは弟ウード＝アンリのブルゴーニュ公襲位を巡り、956年から960年まで西フランク王ロテールと争ったが、978年にはオットー2世の復讐の侵攻を、ロテールに協力して退けた。986年にロテールが崩御、ルイ5世が西フランク王に即位した。
987年にルイ5世が崩御すると、ランス大司教アダルベロンが折しもサンリスで開かれていた聖俗大諸侯会議を主導し、「王位は世襲ではなく気品と英知で選ばれるべき」として次期フランス王にカペーを推し、下ロートリンゲン公シャルル（ロテール王の弟）を退けて選出させ、カペーは同年7月3日にノワイヨンでアダルベロンにより聖別されて戴冠した。50歳に近かった。この国王選出にはドイツ母后テオファヌもカペーを支持したが、これはロートリンゲンをドイツに確保するためであり、結果としてカペーはロートリンゲンを放棄することとなった。また、バルセロナ伯ラモン・ボレイが臣従を拒否し、以降フランクから事実上独立することになる。
アダルベロンは王位は選挙によるという考えだったが、それではカペーに不都合なので、カペーは自らの即位の年の12月に子のロベールを共同統治者として戴冠させた。この疑似世襲は、以降6代にわたり踏襲された。
在位中は、ノルマンディー、ブルゴーニュ、アキタニア、フランドルなどの封建諸侯に苦しめられた。
カペーは996年パリで崩御し、サン＝ドニ大聖堂に埋葬された。
なお「カペー」（capet）は、俗人修道院長が羽織った短いケープ（cape）のことで、そのあだ名が後に家名となった。

## 子女および子孫
アキテーヌ公ギヨーム3世の娘アデライード・ダキテーヌとの間に以下の子女がいる。
- エドヴィジュ（アヴォワーズ）（970年頃 - 1013年以降） - エノー伯レニエ4世と結婚
- ロベール2世（972年 - 1031年） - フランス王
- ジゼル（972年頃 - 1002年） - ポンチュー伯ユーグ1世と結婚
- アデルまたはアリックス（973年頃 - 1063年）

ユーグ・カペーは多くの子孫を残した。フランス革命とナポレオンの時期を除き、1848年までフランスを支配したカペー朝・ヴァロワ朝・ブルボン朝・7月王政の各王は、みなカペーの子孫である。1204年の第4回十字軍後に建国されたラテン帝国のクルトネー家、1910年まで続いたポルトガル王家、14世紀にナポリ王国・ハンガリー王国・ポーランドのアンジュー＝シチリア家もカペー家の系統だった。現在のスペイン・ルクセンブルクの各王室もユーグ・カペーの傍系の子孫である（カペー家の支流の、ブルボン家の支流）。